# سامانثا شانون
سامانثا شانون (بالإنجليزية: Samantha Shannon)‏ هي مؤلفة وكاتِبة بريطانية، ولدت في 8 نوفمبر 1991 في هامرسميث في المملكة المتحدة.

## وصلات خارجية
- الموقع الرسمي
- سامانثا شانون على موقع IMDb (الإنجليزية)
- سامانثا شانون على موقع ميوزك برينز (الإنجليزية)